# Dávid Betlehem
Dávid Betlehem (* 4. September 2003 in Szombathely) ist ein ungarischer Schwimmer, der auf den langen Freistildistanzen und im Freiwasserschwimmen erfolgreich ist. 2024 wurde er Olympiadritter. Er gewann bis 2024 bei Weltmeisterschaften zweimal Silber und einmal Bronze und bei Europameisterschaften zweimal Gold, einmal Silber und zweimal Bronze.

## Sportliche Karriere
Dávid Betlehem schwamm bis 2024 beim Balaton Swimming Club. Im Herbst 2024 nahm er sein Studium an der North Carolina State University auf, für deren Schwimmteam er auch antritt.
Betlehem gewann bei den Freiwasser-Juniorenweltmeisterschaften 2018 in seiner Altersklasse die Bronzemedaille über fünf Kilometer. Bei den Freiwasser-Junioreneuropameisterschaften 2019 gewann er mit der Mixed-Staffel und wurde Zweiter über 7,5 Kilometer.
Im Mai 2021 bei den Europameisterschaften in Budapest gewannen Réka Rohács, Anna Olasz, Dávid Betlehem und Kristóf Rasovszky die Bronzemedaille im Mixed-Team. Im Beckenschwimmen über 1500 Meter Freistil und im Freiwasser über 5 Kilometer belegte Betlehem jeweils den 12. Platz. Anfang Juli 2021 wurde Betlehem über 1500 Meter Freistil Zweiter bei den Junioreneuropameisterschaften. Bei den Freiwasser-Junioreneuropameisterschaften drei Wochen später siegte er über 10 Kilometer und mit der Staffel. Im November 2021 nahm Betlehem an den Kurzbahneuropameisterschaften in Kasan teil und belegte den siebten Platz über 800 Meter Freistil.
2022 siegte Betlehem bei den Freiwasser-Junioreneuropameisterschaften über 10 Kilometer und mit dem Mixed-Team. Bei den Weltmeisterschaften in Budapest erschwamm die Mixed-Staffel mit Réka Rohács, Anna Olasz, Dávid Betlehem und Kristóf Rasovszky Silber hinter den Deutschen und vor den Italienern. Im Einzelwettbewerb wurde Betlehem Siebter über fünf Kilometer und Fünfter über zehn Kilometer. Zwei Monate später bei den Europameisterschaften in Rom wurde Betlehem Siebter über fünf Kilometer und Neunter über zehn Kilometer. Die Mixed-Staffel mit Réka Rohács, Anna Olasz, Dávid Betlehem und Kristóf Rasovszky wurde Zweite hinter dem italienischen Quartett. Vier Wochen später Betlehem über 10 Kilometer und mit dem Mixed-Team bei den Juniorenweltmeisterschaften.
2023 bei den Weltmeisterschaften in Fukuoka wurde Betlehem im Freiwasser 16. über zehn Kilometer und Fünfter über fünf Kilometer. Die Staffel mit Bettina Fábián, Anna Olasz, Kristóf Rasovszky und Dávid Betlehem wurde Zweite hinter dem italienischen Team. Betlehem schwamm auch die beiden langen Freistilstrecken im Becken, schied aber jeweils im Vorlauf aus.
Im Februar 2024 bei den Weltmeisterschaften in Doha wurde Betlehem sowohl über fünf Kilometer als auch über zehn Kilometer Sechster. Die Staffel mit Bettina Fábián, Mira Szimcsák, Dávid Betlehem und Kristóf Rasovszky erschwamm die Bronzemedaille hinter den Staffeln aus Australien und Italien. Im Becken verfehlte Betlehem über 800 Meter als Neunter knapp das Finale. Über 1500 Meter wurde er Vierter mit anderthalb Sekunden Rückstand auf die Bronzemedaille. Im April 2024 siegte Betlehem bei den ungarischen Meisterschaften über 400 Meter und 1500 Meter Freistil, über 800 Meter wurde er Dritter. Im Juni 2024 bei den Europameisterschaften in Belgrad gewann Betlehem den Titel über fünf Kilometer und die Bronzemedaille über zehn Kilometer. Die ungarische Mixed-Staffel mit Szimcsák, Fábián, Betlehem und Rasovszky gewann den Titel vor der italienischen Mannschaft.
Einen Monat nach den Europameisterschaften fanden die Olympischen Spiele in Paris statt. Über 1500 Meter Freistil schlug Betlehem als Vierter etwa eine Sekunde nach dem Drittplatzierten an. Den Wettbewerb über 10 Kilometer Freiwasser gewann Kristóf Rasovszky vor dem Deutschen Oliver Klemet. 14 Sekunden hinter Klemet erreichte Betlehem das Ziel mit 0,6 Sekunden Vorsprung vor dem viertplatzierten Italiener Domenico Acerenza.